# Théodore Sindikubwabo
Théodore Sindikubwabo (Butare, 1928 – Bukavu, Marzo 1998) è stato un politico ruandese.
È stato il terzo Presidente del Ruanda, in carica ad interim dall'aprile al luglio 1994.
Ha ricoperto il suo mandato durante il genocidio del Ruanda. Precedentemente, dal 1988 al 1994, era stato Presidente del Consiglio di sviluppo nazionale (Parlamento del Ruanda).